# Siscia
Siscia fu un importante centro militare dal 35 a.C. fino all'epoca della dinastia dei Flavi quando divenne colonia con il nome di Colonia Flavia Siscia (probabilmente sotto Vespasiano).

## Storia

### Origini pannoniche della città
La lunga storia di questo centro urbano risale ad almeno duemila e cinquecento anni fa, per la sua posizione estremamente favorevole alla confluenza di due fiumi: la Sava e la Kupa. La regione in origine fu abitata dalle tribù celtiche e illiriche della Pannonia, che diedero a questo nuovo centro fin dal IV secolo a.C., non il nome di Siscia, ma Segestica. Questo oppidum sembra che fosse per quell'epoca, il più grande dell'alta valle della Sava.

### Le prime campagne di Ottaviano
Ottaviano era deciso ad occupare l'alta valle del fiume Sava. Si racconta che l'esercito mosse da Senia, lungo il fiume Kupa, occupando prima e non senza difficoltà, la fortezza di Terponus degli Arupini, poi quella di Metulum (vicino a Josipdol-Ogulin), capitale degli Iapodi. E mentre un contingente fu lasciato nella capitale, il grosso dell'esercito proseguiva, seguendo l'alta valle della Kupa in direzione di Segesta, capitale dei Segestani e futura Siscia. Questa località, di importanza strategica fondamentale per un'avanzata verso est, cadde dopo 30 giorni di duro assedio. Una volta conquistata questa importante roccaforte, Ottaviano vi lasciò 25 coorti agli ordini di Fufio Gemino, e tornò a Roma. Al termine di tra duri anni di campagne militari nell'area, Ottaviano lasciò, sembra in modo permanente, a presidio di Emona e Siscia, un paio di guarnigioni legionarie.
La conquista di Siscia doveva costituire la fase preliminare per un'avanzata contro Bastarni e Daci, orfani ormai di Burebista, e divisi tra lotte interne di fazione. Ottaviano ottenne, inoltre, che anche i Pannoni offrissero a lui la loro alleanza senza dover prolungare la sua avanzata verso est, cosa che fu rimandata ad un ventennio più tardi.

### Occupazione dell'Illirico e la grande rivolta (14 a.C.-9 d.C.)

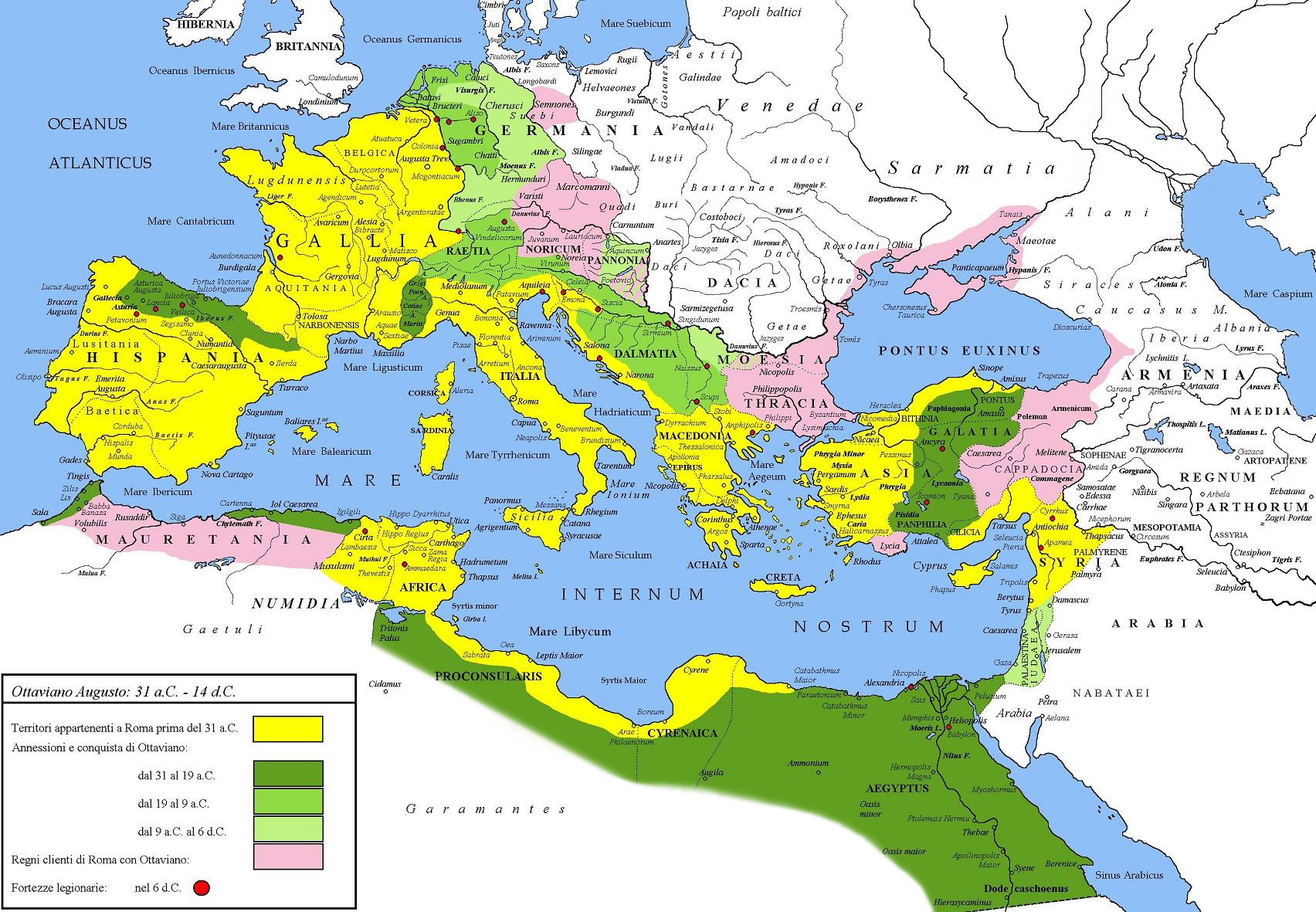
Le conquiste del principato di Augusto, comprese quelle dell'area dalmato-illirica. Siscia, al centro della cartina in rosso, faceva parte del nuovo sistema difensivo chiamato limes.

Una volta divenuto imperatore, Augusto programmò l'occupazione dell'intero Illirico a sud dei fiumi Sava e Drava. Fu così che nel 14 a.C. fu inviato Marco Vinicio, in qualità di Legato imperiale sul fronte illirico, a causa delle continue ribellioni delle genti dell'area di Emona e Siscia. Quest'ultimo cominciò l'avanzata, cercando di soggiogare le genti pannoniche che si trovavano tra i fiumi della Drava (a nord) e della Sava (a sud).
E mentre Tiberio stava ormai spingendo le sue armate nel cuore della Boemia contro il regno dei Marcomanni di Maroboduo, nel 6 scoppiava una terribile rivolta tra dalmati e pannonici, che durò fino al 9. Siscia ebbe un ruolo strategico fondamentale. Si racconta, infatti, che qui Tiberio raggruppò ben cinque legioni (VIIII Hispana, XIII Gemina, XIIII Gemina, XV Apollinaris e XX Valeria Victrix), prima di condurle verso Sirmio, ed occupare così l'intera valle della Sava. Da qui sarebbe poi partita l'avanzata verso il "cuore" della rivolta, nei monti dell'attuale Bosnia. Tiberio sapeva che avrebbe così diviso i Pannoni, a nord della Sava, dai Dalmati dell'area montuosa ed interna dell'attuale Bosnia. La rivolta fu soffocata dopo quattro anni di durissimi scontri e l'Illirico entrò a far parte dei domini romani in modo definitivo. Siscia lungo la Sava costituiva un importante centro militare ai fini dell'organizzazione della difesa imperiale lungo i suoi confini.

### Dai Giulio-Claudi a Diocleziano
La fortezza legionaria ospitò nell'ordine, prima la legio IX Hispana dal 10 al 43 e poi, anche se solo per pochi anni, la legio XV Apollinaris (dal 43 al 50), prima che quest'ultima si trasferisse sul Danubio a Carnuntum, a cui seguì la definitiva chiusura del castrum di Siscia. Sotto Vespasiano (attorno al 71) divenne colonia con il nome di Colonia Flavia Siscia, e nel 297 divenne la capitale della nuova provincia della Pannonia Savia durante la riorganizzazione tetrarchica di Diocleziano.

### Tardo impero
Si racconta che nel corso della guerra condotta da Costanzo II nel 351 contro l'usurpatore Magnenzio, quest'ultimo ottenne una vittoria proprio a Siscia, mentre le armate di Costanzo "avanzavano senz'armi e disordinatamente (non sospettavano infatti ciò che sarebbe accaduto), le truppe piombarono loro addosso avendoli seppelliti tutti (si direbbe con le pietre), ed impedirono loro di proseguire". Il successivo assedio alla città di Magnenzio non fu però fortunato, poiché gli assediati "colpiva con le frecce quelli che volevano raggiungere la riva del fiume Sava, e si opponeva a quelli che voleva attraversare il ponte d'accesso alla città, cosicché molti furono massacrati, e parecchi spinti dai loro compagni, caddero nel fiume. Grande fu la strage" mentre Magnenzio si salvò a stento con uno stratagemma. Poco dopo però attaccò di nuovo la città di Siscia riuscendo questa volta ad impadronirsene ed a distruggerla.